# Bracon viator
Bracon viator är en stekelart som beskrevs av Guérin-Méneville 1830. Bracon viator ingår i släktet Bracon och familjen bracksteklar. Inga underarter finns listade.